# Peltosaari (ö i Lappland, Östra Lappland, lat 66,72, long 27,41)
Peltosaari är en ö i Finland. Den ligger i sjön Pöyliöjärvi och i kommunen Kemijärvi i den ekonomiska regionen  Östra Lapplands ekonomiska region  och landskapet Lappland, i den norra delen av landet, 700 km norr om huvudstaden Helsingfors. Öns area är 0,6 hektar och dess största längd är 130 meter i nord-sydlig riktning.